# Ratpenat nassut gros
El ratpenat nassut gros (Leptonycteris nivalis) és una espècie de ratpenat de la família dels fil·lostòmids. Aquesta espècie és la responsable de la pol·linització de l'espècie de planta Agave tequilana, la qual està estretament relacionada amb la producció de tequila.

## Distribució i hàbitat
Viu als Estats Units, Mèxic i Guatemala, on el seu hàbitat natural són els boscos temperats.
A Texas, els ratpenats viuen en boscos de matolls i atzavares entre els 1.450 i 2.200 metres. Rarament s'allunyen de les atzavares i els cactus dels quals en depenen. Viuen al nord de la frontera entre els Estats Units i Mèxic entre juny i agost. Per altra banda, també viuen als climes més dels elevats boscos de pins i roures del sud-oest dels Estats Units.

## Comportament
Generalment cerquen refugi en coves, mines abandonades i cavitats als penya-segats, en grups que van des d'uns pocs individus fins a diversos milers. Rarament són vistos, excepte a la nit als menjadores dels colibrís.
Migren en resposta als canvis estacionals i la disponibilitat d'aliments. Quan les cries neixen a mitjans de l'estiu, les femelles es reuneixen en colònies de cria de grans dimensions. A la darreria de l'estiu, es refugien en coves al sud de Mèxic. Mentre descansen, s'han observat grups de fins a 13.000 individus. L'anàlisi d'algunes dades suggereixen que durant els últims 30 anys les seves poblacions han anat en declivi.

## Dieta
Aquests ratpenats sincronitzen la seva arribada a Texas amb el cicle de floració estival de les atzavares, de les quals n'obtenen pol·len i nèctar. A Mèxic, a més de nèctar i pol·len, també s'alimenten de fruits dels grans cactus i d'insectes. Els insectes són generalment obtingut mentre s'alimenten de les flors. Igual que els colibrís, que ronden davant de les plantes, introdueixen profundament el seu musell i la seva llengua llarga dins les flors per xuclar el nèctar. S'ha teoritzat que si aquests ratpenats nectarívors desapareguessin les atzavares es veurien afectades greument.

## Estat de conservació
El 1995, un grups d'especialistes internacionals va iniciar el Programa per a la Conservació dels Ratpenats Migratoris entre Mèxic i els Estats Units. Aquest moviment ecologista va néixer en resposta al declivi del nombre d'individus detectat a Mèxic. La missió d'aquest programa és la recuperació d'aquesta espècie migratòria, en un esforç per protegir-la, centrant-se en tres àrees d'interès principals: la recerca, l'educació i la conservació. El programa ha tingut tant d'èxit que serveix com a exemple per als esforços de conservació a altres països d'Amèrica Llatina.